# گزم
گزم، روستایی از توابع بخش خبر شهرستان بافت در استان کرمان ایران است.دهیار؛رمضان محمدیزاده افشار

## تاریخچه
ساکنین روستا ابتدا از باغداران دیم و عشایر منطقه پشکوه بودند که به تدریج به یکجا نشینی در این روستا روی آوردند. روایت‌های مختلفی برای نام گزم وجود دارد و نظرات مختلفی برای ریشه آن مطرح شده است. اما وجه تسمیه‌ای که رواج بیشتری دارد، این است که نام گزم برگرفته از لغت "قز" (به معنی گردو در زبان محلی) است. قابل ذکر است که در سرچشمه تامین آب کشاورزی و شرب این روستا درختان کهنسال گردو وجود دارد و احتمالاً انتخاب نام این روستا به دلیل وجود همین درختان در سالیان دور بوده است.

## جمعیت
این روستا در دهستان خبر (بافت) قرار دارد و براساس سرشماری مرکز آمار ایران در سال ۱۳۸۵، جمعیت آن ۸۹ نفر (۲۶خانوار) بوده‌است.در
گزم انواع گونه های جانوری زیست میکنند پلنگ.گرگ.کفتار.سیاه گوش.جوجه تیغی.وانواع خزنده ومهمتر از اینها بزو کل ومیش وقوچ در گله های زیاد زیست وحفاظت میشود.